# Liste der Präsidenten des spanischen Abgeordnetenhauses
Der Präsident des spanischen Abgeordnetenhauses (spanisch: Presidente del Congreso de los Diputados) ist der Vorsitzende des spanischen Abgeordnetenhauses, dem Unterhaus des spanischen Parlaments Cortes Generales. Das Amt wurde 1978 von Artikel 72, Absatz 2 der Verfassung des Königreichs Spanien geschaffen.
Der derzeitige Präsident der 10. Legislaturperiode, ist Jesús Posada, ein Mitglied der Partido Popular, der den Wahlkreis Soria vertritt. Das Amt nimmt in der Protokollarischen Rangordnung Spaniens den vierten Platz ein.

## Liste der Präsidenten des spanischen Abgeordnetenhauses
| Name | Amtszeit | Anmerkungen                                                                                       |
| --- | --- | ------------------------------------------------------------------------------------------------- |
| Präsidenten der Cortes von Cádiz | |                                                                                                   |
| Benito Ramón Hermida Maldonado | 24. September 1810 | provisorisch                                                                                      |
| Ramón Lázaro de Dou y de Bassols | 24. September – 23. Oktober 1810                                                                                                   |                                                                                                   |
| Luis Rodríguez del Monte | 24. Oktober – 23. November 1810 |                                                                                                   |
| José Luis Morales Gallego | 24. November – 23. Dezember 1810                                                                                                   |                                                                                                   |
| Alonso Cañedo Vigil | 24. Dezember 1810 – 23. Januar 1811                                                                                                |                                                                                                   |
| Antonio Joaquín Pérez Martínez | 24. Januar – 23. Februar 1811 | 1. Mal                                                                                            |
| Vicente Noguera Climent | 24. Februar – 23. März 1811 |                                                                                                   |
| Diego Muñoz Torrero | 24. März – 23. April 1811 |                                                                                                   |
| Vicente Cano Manuel y Ramírez de Arellano                                                                                                   | 24. April – 23. Mai 1811 |                                                                                                   |
| José Pablo Valiente y Bravo | 24. Mai – 23. Juni 1811 |                                                                                                   |
| Jaime Creus Martí | 24. Juni – 23. Juli 1811 |                                                                                                   |
| Juan José Guereña y Garayo | 24. Juli – 23. August 1811 |                                                                                                   |
| Ramón Giraldo y Arquellada | 24. August – 23. September 1811 | 1. Mal                                                                                            |
| Bernardo Nadal Crespí | 24. September – 23. Oktober 1811                                                                                                   |                                                                                                   |
| Antonio Larrazábal y Arrivillaga | 24. Oktober – 23. November 1811 |                                                                                                   |
| José Casquete de Prado | 24. November – 23. Dezember 1811                                                                                                   |                                                                                                   |
| Manuel de Villafañe y Andreu | 24. Dezember 1811 – 23. Januar 1812                                                                                                |                                                                                                   |
| Antonio Payán de Tejada y Figueroa | 24. Januar – 23. Februar 1812 |                                                                                                   |
| Vicente Pascual y Esteban | 24. Februar – 23. März 1812 |                                                                                                   |
| Vicente Morales Duárez | 24. März – 2. April 1812 | im Amt gestorben                                                                                  |
| José María Gutiérrez de Terán | 24. April – 23. Mai 1812 | 1. Mal                                                                                            |
| José Miguel Guridi y Alcocer | 24. Mai – 23. Juni 1812 |                                                                                                   |
| Juan Polo y Catalina | 24. Juni – 23. Juli 1812 |                                                                                                   |
| Felipe Vázquez Canga | 24. Juli – 23. August 1812 |                                                                                                   |
| Andrés Ángel de la Vega Infanzón | 24. August – 23. September 1812 |                                                                                                   |
| Andrés de Jáuregui | 24. September – 23. Oktober 1812                                                                                                   |                                                                                                   |
| Francisco Morros | 24. Oktober – 23. November 1812 |                                                                                                   |
| Juan de Valle | 24. November – 23. Dezember 1812                                                                                                   |                                                                                                   |
| Francisco Ciscar y Ciscar | 24. Dezember 1812 – 23. Januar 1813                                                                                                |                                                                                                   |
| Miguel Antonio de Zumalacárregui e Imaz | 24. Januar – 23. Februar 1813 | 1. Mal                                                                                            |
| Joaquín Maniau Torquemada | 24. Februar – 23. März 1813 |                                                                                                   |
| Francisco del Calello Miranda | 24. März – 23. April 1813 |                                                                                                   |
| Pedro José Gordillo y Ramos | 24. April – 23. Mai 1813 |                                                                                                   |
| Florencio del Castillo Solano | 24. Mai – 23. Juni 1813 |                                                                                                   |
| José Antonio Sombiela y Mestre | 24. Juni – 23. Juli 1813 |                                                                                                   |
| Andrés Morales de los Ríos | 24. Juli – 23. August 1813 |                                                                                                   |
| José Miguel Gordoa y Barrios | 24. August – 23. September 1813 |                                                                                                   |
| Francisco Tacón Rossique | 1. November 1813 – 15. Januar 1814                                                                                                 |                                                                                                   |
| Jeronimo Antonio Díez | 16. Januar – 15. Februar 1814 |                                                                                                   |
| Antonio Joaquín Pérez Martínez | 16. Februar – 23. Februar 1814 | 2. Mal                                                                                            |
| Vicente Ruiz Albillos | 25. Februar – 31. März 1814 |                                                                                                   |
| Francisco de la Dueña y Cisneros | 1. April – 30. April 1814 |                                                                                                   |
| Antonio Joaquín Pérez Martínez | 1. Mai – 10. Mai 1814 | 3. Mal                                                                                            |
| Präsidenten der Cortes des Trienio Liberal                                                                                                  | |                                                                                                   |
| José de Espiga y Gadea | 6. Juli – 9. August 1820 |                                                                                                   |
| Ramón Giraldo y Arquellada | 9. August – 8. September 1820 | 2. Mal                                                                                            |
| José María Queipo de Llano Ruiz de Saravia                                                                                                  | 9. September – 8. Oktober 1820 |                                                                                                   |
| José María Calatrava Peinado | 9. Oktober – 9. November 1820 |                                                                                                   |
| Antonio Cano Manuel y Ramírez de Arellano                                                                                                   | 25. Februar – 31. März 1821 |                                                                                                   |
| José María Gutiérrez de Terán | 1. April – 30. April 1821 | 2. Mal                                                                                            |
| Antonio de la Cuesta y Torre | 1. Mai – 31. Mai 1821 |                                                                                                   |
| José María Moscoso de Altamira Quiroga | 1. Juni – 30. Juni 1821 |                                                                                                   |
| Pedro González Vallejo | 24. September – 27. Oktober 1821                                                                                                   |                                                                                                   |
| Francisco Martínez de la Rosa | 28. November – 27. Dezember 1821                                                                                                   | 1. Mal                                                                                            |
| Diego Clemencín Viñas | 28. November – 27. Dezember 1821                                                                                                   |                                                                                                   |
| Joaquín Rey Esteve | 28. Dezember 1821 – 27. Januar 1822                                                                                                |                                                                                                   |
| Ramón Giraldo y Arquellada | 28. Januar – 14. Februar 1822 | 3. Mal                                                                                            |
| Rafael del Riego Flórez | 25. Februar – 31. März 1822 |                                                                                                   |
| Cayetano Valdés y Flores Bazán y Peón | 1. April – 30. April 1822 |                                                                                                   |
| Miguel Ricardo de Álava y Esquivel | 1. Mai – 31. Mai 1822 |                                                                                                   |
| Álvaro Gómez Becerra | 1. Juni – 30. Juni 1822 | 1. Mal                                                                                            |
| Ramón Salvato de Esteve | 3. Oktober – 6. November 1822 | 1. Mal                                                                                            |
| Diego Vicente Cañas Portocarrero | 7. November – 6. Dezember 1822 |                                                                                                   |
| Juan Oliver y García | 7. Dezember 1822 – 6. Januar 1823                                                                                                  |                                                                                                   |
| Francisco Javier de Istúriz | 7. Januar – 6. Februar 1823 | 1. Mal                                                                                            |
| Domingo María Ruiz de la Vega Méndez | 7. Februar – 19. Februar 1823 |                                                                                                   |
| Manuel Flores Calderón | 25. Februar – 22. März 1823 |                                                                                                   |
| Joaquín María Ferrer y Cafranga | 1. Mai – 1. Juni 1823 | 1. Mal                                                                                            |
| Tomás Gener | 1. Juni – 6. Juli 1823 |                                                                                                   |
| Juan Pedro Zulueta | 7. Juli – 5. August 1823 |                                                                                                   |
| Álvaro Gómez Becerra | 7. September – 27. September 1823                                                                                                  | 2. Mal                                                                                            |
| Präsidenten des Estamento de Procuradores del Reino (Stand der Fürsprecher des Königreiches) gemäß dem Königlichen Statut Spaniens von 1834 | |                                                                                                   |
| Antonio Posada Rubín de Celis | 20. Juli – 28. Juli 1834 | interimistisch                                                                                    |
| Ildefonso Díez de Rivera y Muro | 29. Juli 1834 – 29. Mai 1835 |                                                                                                   |
| Francisco Javier Istúriz y Montero | 12. November 1835 – 27. Januar 1836 17. März – 22. März 1836                                                                       |                                                                                                   |
| Antonio González González | 23. März – 23. Mai 1836 |                                                                                                   |
| Präsidenten des Congreso de Diputados | |                                                                                                   |
| Álvaro Gómez Becerra | 17. Oktober – 30. November 1836 |                                                                                                   |
| Antonio González González | 1. Dezember 1836 – 1. Januar 1837                                                                                                  |                                                                                                   |
| Joaquín María Ferrer y Cafranga | 2. Januar – 31. Januar 1837 | 2. Mal                                                                                            |
| Miguel Antonio de Zumalacárregui e Imaz | 1. Februar – 28. Februar 1837 | 2. Mal                                                                                            |
| Ramón Salvato de Esteve | 1. März – 31. März 1837 |                                                                                                   |
| Pedro Antonio Acuña y Cuadros | 1. April – 30. April 1837 |                                                                                                   |
| Martín de los Heros y de las Bárcenas | 1. Mai – 31. Mai 1837 |                                                                                                   |
| Agustín Argüelles Álvarez González | 1. Juni – 30. Juni 1837 |                                                                                                   |
| Vicente Sancho | 1. Juli – 31. Juli 1837 |                                                                                                   |
| Miguel Calderón de la Barca | 1. August – 31. August 1837 |                                                                                                   |
| Antonio Seoane Hoyos | 1. September – 30. September 1837                                                                                                  |                                                                                                   |
| Juan Bautista Muguiro e Iribarren | 1. Oktober – 31. Oktober 1837 |                                                                                                   |
| Joaquín María López y López | 1. November – 4. November 1837 |                                                                                                   |
| Joaquín José de Muro y Vidaurreta | 13. November 1837 – 1. Januar 1838                                                                                                 |                                                                                                   |
| Manuel Barrio Ayuso | 2. Januar – 31. Januar 1838 | 1. Mal                                                                                            |
| Manuel de la Riva Herrera | 1. Februar – 15. Februar 1838 |                                                                                                   |
| Manuel Barrio Ayuso | 16. Februar – 17. Juli 1838 | 2. Mal                                                                                            |
| Francisco Javier Istúriz y Montero | 9. November 1838 – 1. Juni 1839 |                                                                                                   |
| Miguel Antonio de Zumalacárregui e Imaz | 1. September – 9. September 1839                                                                                                   | interimistisch, 3. Mal                                                                            |
| José María Calatrava Peinado | 10. September – 18. Oktober 1839                                                                                                   |                                                                                                   |
| Álvaro Flórez Estrada | 18. Februar – 17. März 1840 | interimistisch                                                                                    |
| Francisco Javier Istúriz y Montero | 18. März – 11. Oktober 1840 |                                                                                                   |
| Román Martínez Montaos | 19. März – 27. März 1841 | interimistisch                                                                                    |
| Agustín Argüelles Álvarez González | 28. März – 24. August 1841 |                                                                                                   |
| Pedro Antonio Acuña y Cuadros | 27. Dezember 1841 – 16. Juli 1842                                                                                                  |                                                                                                   |
| Salustiano de Olózaga y Armandoz | 15. November 1842 – 3. Januar 1843                                                                                                 |                                                                                                   |
| Ramón Giraldo y Arquellada | 3. April – 30. April 1843 | interimistisch                                                                                    |
| Manuel Cortina y Arenzana | 30. April – 26. Mai 1843 |                                                                                                   |
| Salustiano de Olózaga y Armandoz | 4. November – 26. November 1843 |                                                                                                   |
| Pedro José Pidal y Carniado | 27. November 1843 – 4. Juli 1844                                                                                                   |                                                                                                   |
| Francisco de Paula Castro y Orozco | 17. Oktober 1844 – 23. Mai 1845 16. Dezember 1845 – 31. Oktober 1846                                                               | 1. Mal                                                                                            |
| Modesto Cortázar Leal de Ibarra | 1. Januar – 20. Januar 1847 | interimistisch als der Älteste der Anwesenden                                                     |
| Francisco de Paula Castro y Orozco | 21. Januar – 5. Oktober 1847 | 2. Mal im Amt verstorben                                                                          |
| Alejandro Mon y Menéndez | 16. November 1847 – 26. März 1848                                                                                                  |                                                                                                   |
| Manuel Seijas Lozano | 16. Dezember – 19. Dezember 1848                                                                                                   | interimistisch                                                                                    |
| Luis Mayans y Enríquez de Navarra | 20. Dezember 1848 – 14. Juli 1849 30. Oktober 1849 – 4. August 1850 1. November 1850 – 7. April 1851 1. Juni 1851 – 7. Januar 1852 |                                                                                                   |
| Francisco Martínez de la Rosa | 1. Dezember – 2. Dezember 1852 1. März – 9. April 1853 19. November – 10. Dezember 1853                                            | 1. Mal                                                                                            |
| Evaristo Fernández San Miguel y Valledor | 10. November – 27. November 1854                                                                                                   | interimistisch                                                                                    |
| Baldomero Espartero | 28. November – 4. Dezember 1854 |                                                                                                   |
| Pascual Madoz Ibáñez | 5. Dezember 1854 – 24. Januar 1855                                                                                                 |                                                                                                   |
| Facundo Infante Chávez | 25. Januar 1855 – 15. September 1856                                                                                               |                                                                                                   |
| Francisco Martínez de la Rosa | 1. Mai – 16. Juli 1857 | 2. Mal                                                                                            |
| Juan Bravo Murillo | 11. Januar – 13. Mai 1858 |                                                                                                   |
| Francisco Martínez de la Rosa | 2. Dezember 1858 – 27. Januar 1860 26. Mai 1860 – 28. September 1861 9. November 1861 – 18. Februar 1862                           | 3. Mal                                                                                            |
| Alejandro Mon y Menéndez | 19. Februar – 31. Oktober 1862 |                                                                                                   |
| Diego López Ballesteros Pérez Santamaría | 2. Dezember 1862 – 12. August 1863                                                                                                 |                                                                                                   |
| Antonio de los Ríos Rosas | 5. November 1863 – 23. Juni 1864                                                                                                   |                                                                                                   |
| Alejandro de Castro Casal | 23. Dezember 1864 – 20. Februar 1865                                                                                               |                                                                                                   |
| Martín Belda y Mencía del Barrio | 21. Februar – 7. März 1865 |                                                                                                   |
| Fernando Álvarez Martínez | 8. März – 12. Juli 1865 |                                                                                                   |
| Antonio de los Ríos Rosas | 28. Dezember 1865 – 2. Oktober 1866                                                                                                |                                                                                                   |
| Martín Belda y Mencía del Barrio | 30. März – 3. Dezember 1867 |                                                                                                   |
| Luis José Sartorius y Tapia | 28. Dezember 1867 – 3. Dezember 1868                                                                                               |                                                                                                   |
| Sexenio Revolucionario | |                                                                                                   |
| Nicolás María Rivero | 12. Februar 1869 – 2. Januar 1870                                                                                                  | Partido Demócrata                                                                                 |
| Manuel Ruiz Zorrilla | 17. Januar 1870 – 2. Januar 1871                                                                                                   | Partido Progresista, nach der Wahl Amadeus’ I.: Partido Radical                                   |
| Salustiano de Olózaga y Armandoz | 4. April – 2. Oktober 1871 | Partido Progresista                                                                               |
| Práxedes Mateo Sagasta y Escolar | 3. Oktober 1871 – 6. Januar 1872                                                                                                   | Partido Constitucional                                                                            |
| Antonio de los Ríos Rosas | 25. April – 28. Juni 1872 | Partido Constitucional                                                                            |
| Nicolás María Rivero | 26. September 1872 – 11. Februar 1873                                                                                              | Partido Demócrata                                                                                 |
| Erste Republik | |                                                                                                   |
| Cristino Martos Balbi | 12. Februar – 18. März 1873 | Partido Progresista                                                                               |
| Francisco Salmerón y Alonso | 19. März – 22. März 1873 | Partido Progresista                                                                               |
| José María Orense Milá de Aragón Herrero | 1. Juni – 12. Juni 1873 | Partido Demócrata                                                                                 |
| Nicolás Salmerón y Alonso | 13. Juni – 24. August 1873 | Partido Progresista, Bruder Francisco Salmeróns                                                   |
| Emilio Castelar y Ripoll | 25. August – 8. September 1873 | Partido Demócrata                                                                                 |
| Nicolás Salmerón y Alonso | 9. September 1873 – 8. Januar 1874                                                                                                 | Partido Progresista                                                                               |
| Herrschaft Alfons’ XII. und Alfons’ XIII.                                                                                                   | |                                                                                                   |
| José Posada Herrera | 15. Februar 1876 – 5. Januar 1877 25. April – 11. Juli 1877 10. Januar – 28. Januar 1878                                           | Partido Conservador                                                                               |
| Adelardo López de Ayala y Herrera | 15. Februar – 30. Dezember 1878 1. Juni – 30. Dezember 1879                                                                        | Partido Conservador, im Amt gestorben                                                             |
| Francisco de Borja Queipo de Llano | 20. Januar – 16. September 1880 30. Dezember 1880 – 25. Juni 1881                                                                  | Partido Conservador                                                                               |
| José Posada Herrera | 20. September 1881 – 16. November 1882 4. Dezember 1882 – 26. Juli 1883                                                            | Izquierda Dinástica                                                                               |
| Práxedes Mateo Sagasta | 15. Dezember 1883 – 31. März 1884                                                                                                  | Partido Liberal                                                                                   |
| Francisco de Borja Queipo de Llano | 20. Mai 1884 – 11. Juli 1885 | Partido Conservador                                                                               |
| Antonio Cánovas del Castillo | 26. Dezember 1885 – 8. März 1886                                                                                                   | Partido Conservador                                                                               |
| Cristino Martos Balbi | 10. Mai – 24. Dezember 1886 17. Januar – 3. November 1887 1. Dezember 1887 – 6. November 1888 30. November 1888 – 3. Juni 1889     | Partido Liberal                                                                                   |
| Manuel Alonso Martínez | 14. Juni 1889 – 29. Dezember 1890                                                                                                  | Partido Liberal                                                                                   |
| Alejandro Pidal y Mon | 2. März 1891 – 5. Januar 1893 | Partido Conservador                                                                               |
| Antonio Aguilar y Correa | 5. April 1893 – 16. Oktober 1894 12. November 1894 – 1. Juli 1895                                                                  | Partido Liberal                                                                                   |
| Alejandro Pidal y Mon | 11. Mai 1896 – 26. Februar 1898 | Partido Conservador                                                                               |
| Antonio Aguilar y Correa | 20. April 1898 – 16. März 1899 | Partido Liberal                                                                                   |
| Alejandro Pidal y Mon | 2. Juni 1899 – 18. Oktober 1900 | Partido Conservador                                                                               |
| Raimundo Fernández Villaverde | 20. November 1900 – 25. April 1901                                                                                                 | Partido Conservador                                                                               |
| Antonio Aguilar y Correa | 11. Juni – 14. Juli 1901 | Partido Liberal                                                                                   |
| Segismundo Moret y Prendergast | 15. Juli 1901 – 24. April 1902 | Partido Liberal                                                                                   |
| Antonio Aguilar y Correa | 3. April 1902 – 26. März 1903 | Partido Liberal                                                                                   |
| Raimundo Fernández Villaverde | 18. Mai – 12. September 1903 | Partido Conservador                                                                               |
| Francisco Romero Robledo | 22. Oktober 1903 – 12. September 1904 3. Oktober 1904 – 17. August 1905                                                            | Partido Conservador                                                                               |
| Antonio Aguilar y Correa | 11. Oktober 1905 – 18. Januar 1906                                                                                                 | Partido Liberal                                                                                   |
| José Canalejas y Méndez | 19. Januar 1906 – 30. März 1907 | Partido Liberal                                                                                   |
| Eduardo Dato Iradier | 13. Mai 1907 – 13. September 1908 12. Oktober 1908 – 27. September 1909 15. Oktober 1909 – 14. April 1910                          | Partido Conservador                                                                               |
| Álvaro de Figueroa y Torres, conde de Romanones                                                                                             | 15. Juni 1910 – 17. Februar 1911 6. März 1911 – 18. November 1912                                                                  | Partido Liberal                                                                                   |
| Segismundo Moret y Prendergast | 19. November 1912 – 28. Januar 1913                                                                                                | Partido Liberal, gestorben im Amt                                                                 |
| Miguel Villanueva y Gómez | 27. Mai 1913 – 2. Januar 1914 | Partido Liberal                                                                                   |
| Augusto González Besada y Mein | 3. April 1914 – 28. Oktober 1915 5. November 1915 – 16. März 1916                                                                  | Partido Conservador                                                                               |
| Miguel Villanueva y Gómez | 29. Mai 1916 – 23. Januar 1917 29. Januar 1917 – 10. Januar 1918 19. März 1918 – 2. Mai 1919                                       | Partido Liberal                                                                                   |
| Juan Armada Losada | 25. Juni – 27. Juli 1919 | Partido Conservador                                                                               |
| José Sánchez Guerra y Martínez | 28. Juli 1919 – 2. Oktober 1920 5. Januar 1921 – 21. Februar 1922 1. März – 14. März 1922                                          | Partido Conservador                                                                               |
| Gabino Bugallal Araújo | 15. März 1922 – 6. April 1923 | Partido Conservador                                                                               |
| Melquíades Álvarez González Posada | 24. Mai – 15. September 1923 | Partido Reformista                                                                                |
| José María Yanguas y Messía | 10. Oktober 1927 – 6. Juli 1929 | Unión Patriótica. Presidente de la Asamblea Nacional während der Militärdiktatur Primo de Riveras |
| Zweite Republik | |                                                                                                   |
| Julian Besteiro Fernández | 14. Juli 1931 – 9. Oktober 1933 | PSOE                                                                                              |
| Santiago Alba Bonifaz | 8. Dezember 1933 – 7. Januar 1936                                                                                                  | Partido Republicano Radical                                                                       |
| Diego Martínez Barrio | 16. März 1936 – 31. März 1939 | Partido Republicano Radical                                                                       |
| Franco-Diktatur, Cortes Españolas | |                                                                                                   |
| Esteban de Bilbao Eguía | 16. März 1943 – 29. September 1965                                                                                                 | Ideologie verwandt dem Carlismus                                                                  |
| Antonio Iturmendi Bañales | 30. September 1965 – 26. November 1969                                                                                             | Ideologie verwandt dem Carlismus; er trat aus gesundheitlichen Gründen zurück                     |
| Alejandro Rodríguez de Valcárcel | 27. November 1969 – 5. Dezember 1975                                                                                               | Falange                                                                                           |
| Herrschaft Juan Carlos’ I. | |                                                                                                   |
| Torcuato Fernández Miranda Hevia, duque de Fernández Miranda                                                                                | 6. Dezember 1975 – 30. Juni 1977                                                                                                   | FET y de las JONS                                                                                 |
| Fernando Álvarez de Miranda | 13. Juli 1977 – 22. März 1979 | UCD                                                                                               |
| Landelino Lavilla Alsina | 23. März 1979 – 17. November 1982                                                                                                  | UCD                                                                                               |
| Gregorio Peces-Barba Martínez | 18. November 1982 – 14. Juli 1986                                                                                                  | PSOE                                                                                              |
| Félix Pons Irazazábal | 15. Juli 1986 – 26. März 1996 | PSOE                                                                                              |
| Federico Trillo-Figueroa y Martínez-Conde                                                                                                   | 27. März 1996 – 4. April 2000 | PP                                                                                                |
| Luisa Fernanda Rudi Úbeda | 5. April 2000 – 1. April 2004 | PP                                                                                                |
| Manuel Marín González | 2. April 2004 – 31. März 2008 | PSOE                                                                                              |
| José Bono Martínez | 1. April 2008 – 13. Dezember 2011                                                                                                  | PSOE                                                                                              |
| Jesús Posada Moreno | 13. Dezember 2011 – 13. Januar 2016                                                                                                | PP                                                                                                |
| Herrschaft Felipes VI. | |                                                                                                   |
| Patxi López | 13. Januar 2016 – 18. Juli 2016 | PSOE                                                                                              |
| Ana Pastor Julián | 19. Juli 2016 – 20. Mai 2019 | PP                                                                                                |
| Meritxell Batet | 21. Mai 2019 – 16. August 2023 | PSOE                                                                                              |
| Francina Armengol | 17. August 2023 – aktuell | PSOE                                                                                              |